# トレド・ブルーストッキングス
トレド・ブルーストッキングス（Toledo Blue Stockings）は、1884年にアメリカ合衆国オハイオ州トレドを本拠地としてアメリカン・アソシエーションに加盟していたプロ野球チーム。

## 球団史
チームは1883年にマイナーリーグの球団として設立され、同年所属していたノースウエスタン・リーグで優勝した後、翌年の1884年に、参加球団を拡張したアメリカン・アソシエーションに加盟した。投手は1882年にルイビルでリーグ最多奪三振を挙げたトニー・マレーンとハンク・オーデイ（後に1920年代まで長く審判員をつとめる）の二人。また確認されている中でメジャーリーグ史上最初のアフリカ系アメリカ人とされるモーゼス・フリート・ウォーカーと、その弟ウェルデイ・ウォーカーがそれぞれ捕手と外野手として所属していた。フリート・ウォーカーの出場は40試合ほどだが、リーグ最多の72の捕逸（パスボール）を記録している。
チームはハンク・オーデイの調子が上がらず、開幕8連敗など苦しい戦いを強いられる。後半はマレーンの連投で持ち直したがリーグ12球団中8位の成績に終わった。財政面の弱さもあったのか、結局チームは1年活動しただけで、主力選手をセントルイス・ブラウンズ（現セントルイス・カージナルス）に放出して解散した。

## 戦績
| 年度   | リーグ | 試合 | 勝利 | 敗戦 | 勝率 | 順位 | 監督                 | 本拠地                             |
| ------ | ------ | ---- | ---- | ---- | ---- | ---- | -------------------- | ---------------------------------- |
| 1884年 | AA     | 110  | 46   | 58   | .442 | 8位  | チャーリー・モートン | League Park Tri-State Fair Grounds |

## 所属した主な選手
- トニー・マレーン：通算284勝220敗。トレドでは36勝を挙げた。
- ハンク・オーデイ：投手としてデビュー。トレドでは9勝28敗。
- サム・バークリー：内野手。1884年に記録した二塁打39本はリーグ最多。
- モーゼス・フリート・ウォーカー：捕手。メジャー史上最初のアフリカ系アメリカ人。

## 主な球団記録
打撃記録
- 通算安打数：133（サム・バークリー）
- 通算本塁打：3（トニー・マレーン）
- 通算得点数：71（サム・バークリー）

投手記録
- 通算勝利数：36（トニー・マレーン）
- 通算奪三振：325（トニー・マレーン）